# Шелтозерское вепсское сельское поселение
Шелтозерское вепсское се́льское поселе́ние — муниципальное образование в Прионежском районе Республика Карелии Российской Федерации.
Административный центр — село Шёлтозеро.

## Общие сведения
В 1994−2005 входило в состав Вепсской национальной волости — национального образования северных (прионежских) вепсов в составе Республики Карелия.

## Население
| 2009 | 2010 | 2012 | 2013 | 2014  | 2015  | 2016 |
| ---- | ---- | ---- | ---- | ----- | ----- | ---- |
| 1193 | ↘980 | ↘961 | ↘949 | ↘906  | ↘869  | ↘860 |
| 2017 | 2018 | 2019 | 2020 | 2021  | 2023  |      |
| ↗870 | ↗882 | ↗895 | ↘860 | ↗1054 | ↘1007 |      |

## Населённые пункты
В сельское поселение входят 6 населённых пунктов:
| № | Населённый пункт | Вепсск. и фин. названия                              | Тип населённого пункта | Население |
| - | ---------------- | ---------------------------------------------------- | ---------------------- | --------- |
| 1 | Вехручей         | вепсск. Vehkoi, карел. (ливвик.) Vehkoi              | деревня                | ↘77       |
| 2 | Горное Шёлтозеро | вепсск. Mägikülä, карел. (ливвик.) Mägikylä          | деревня                | →4        |
| 3 | Залесье          | вепсск. Mecantaga, карел. (ливвик.) Mečäntaga        | деревня                | ↘3        |
| 4 | Ишанино          | вепсск. Išan', карел. (ливвик.) Išannil              | деревня                | ↘0        |
| 5 | Матвеева Сельга  | вепсск. Matfejansel’g, карел. (ливвик.) Matfeinselgy | деревня                | ↗8        |
| 6 | Шёлтозеро        | вепсск. Šoutjärv', карел. (ливвик.) Šoutjärvi        | село                   | ↘857      |